# XCOM 2
XCOM 2 je tahová strategie vyvinutá firmou Firaxis Games a vydaná společností 2K Games. Jedná se o přímé pokračování hry XCOM: Enemy Unknown z roku 2012. Hra se odehrává v době 20 let po událostech v XCOM: Enemy Unknown. XCOM, vojenská organizace, která se snažila odolat mimozemské invazi, válku prohrála a stala se zní jednotka odboje bojující proti okupaci Země a zavedenému totalitnímu a vojenskému režimu. Hratelnost je rozdělena na dvě části. První je tahově založený boj, ve kterém hráč ovládá skupinu vojáků a bojuje proti nepřátelským jednotkám. Druhá část je založena na strategickém elementu, ve kterém hráč spravuje a kontroluje mise ze své lodi Avenger, což je ukradená mimozemská loď, kterou XCOM předělal na mobilní základnu.
Firma Firaxis si během vývoje této hry udělala analýzu zpětných vazeb od hráčů z prvního dílu a přidala do hry procedurálně generované mapy a podporu modů pro tuto hru. Vývojáři se rozhodli, že tento díl bude následovat špatný konec z remaku prvního dílu (některé hry mají možnosti vícero konců a některé konce potom ovlivňují pokračování herní série) a to proto, že jim to dovolilo značně změnit hratelnost, zavést nové herní mechaniky a předělat nepřátele a to jak funkčně, tak vizuálně. Dále byly do hry přidány časově založené úkoly, aby se zrychlilo tempo hry a zároveň aby byli hráči nuceni hrát agresivněji. S porovnáním na minulý díl klade XCOM 2 větší důraz na příběh. Umělci, kteří dělali na designu, se inspirovali sci-fi filmy jako Elysium a Oblivion a na nich založili herní estetiku. Hra běží na enginu Unreal Engine 3.5.
XCOM 2 byl na počítače vydán v únoru 2016 a PlayStation 4 a Xbox One verze byly vydány v září 2016. Po vydání získala hra dobrý ohlas od kritiků. Těm se líbil nový systém skrytí, který podle nich přidal hře větší hloubku. Také se jim líbilo procedurální generování map. Hra si získala ohlas i kvůli své obtížnosti a modovacím nástrojům. Největší kritiku si hra odnesla za slabý výkon při vydání. XCOM 2 byl nominován na několik ocenění na konci roku od vícero herních publikací. Firaxis hru podpořilo stažitelným obsahem a v roce 2017 vydalo do této hry rozšíření s názvem XCOM 2: War of the Chosen. Port na Nintendo Switch byl vydán 29. května 2020. iOS verze XCOM 2 Collection byla vydána skupinou Feral Interactive 5. prosince 2021 a verze na Android vyšla 13. července 2021.

## Vývoj
Firaxis Games, vývojář hry XCOM: Enemy Unknown a její kreativní ředitel Jake Solomon se vrátili, aby pracovali na XCOM 2. Vývoj této hry byl kratší než u Enemy Unknown. Vývojáři analyzovali zpětnou vazbu od hráčů z remaku hry z roku 2012. Jelikož byl Enemy Unknown považován za remake série a byl taky často porovnáván s originálem z 90. let 20. století. popsal vývoj hry Solomon jako více osvobozující než u předešlé hry, protože měl v dobu vývoje tým již velkou základnu sledujících. I přesto se vývojáři starším dílem inspirovali ve formě procedurální generace a hratelnosti nevyzpytatelnosti.
Podle Jakea Solomona je tvůrčí proces hry „založen na hratelnosti“. V důsledku toho bylo herní prostřední zavedeno poté, co společnost Firaxis změnila třídy postav a přidala do hry stealth prvky. Tým vývojářů zjistil, že nové prostředí je tematicky vhodné pro hru založenou na družstvech a že jim umožnilo vytvořit nové typy mimozemšťanů a obnovit možnosti výzkumu na lodi hráče. Ve srovnání s prvním dílem Enemy Unknown strávili autoři více času psaním příběhu hry. Protože se hra odehrává v budoucnosti, bylo napsáno více příběhu, aby se hráči cítili více připoutáni k příběhu hry. Důležitou součástí hry je vyprávění příběhů pomocí prostředí; například v megaměstě se nacházejí symboly a znaky, které naznačují, že svět ovládl ADVENT, zatímco na jiných mapách a v jiných oblastech hlavně mimo město se hráči setkávají s pozůstatky lidských civilizací. Solomon uvedl, že tým se záměrně rozhodl pro partyzánské téma, protože se jim zdálo, že jde o „opačný směr“ než ve hře Enemy Unknown. Namísto toho, aby byli hráči v Enemy Unknown svědky pomalého rozpadu XCOMu, mají v XCOM 2 za úkol obnovit alianci v průběhu kampaně.
Hra byla původně navržena tak, aby hráčům chyby odpouštěla, ale po obdržení zpětné vazby od testerů (lidí, kteří hru hrají pře vydáním a poskytují vývojářům zpětnou vazbu), kteří poznamenali, že hra je příliš jednoduchá a že mnoho systémů nedokáže hráče zaujmout, byl tento nápad v pozdní fázi vývoje zrušen. Tým se snažil zachovat obtížnost hry, aby hráči, kteří hráli první díl Enemy Unknown, stále čelili výzvě. Podle DeAngelise vývojáři chtěli, aby hra byla „brutálně náročná“, takže když hráč tyto výzvy překoná, „pocit vítězství (bude) opravdu silný“. Aby byla hra náročná a znovuhratelná, využil tým myšlenku nepředvídatelnosti a náhodnosti, kterou včlenili do gameplaye. Když se například hráči pokusí vystřelit na nepřítele, uživatelské rozhraní hry jim sdělí, jakou mají šanci na úspěšný zásah. Při vysokém procentu šance mohou vojáci hráče stále minout své střely, zatímco při nízkém procentu šance se zase mohou stále trefit. Podle Solomona si tým uvědomil, že hráči mohou být do zážitku emocionálně zainteresováni, a proto bude výpočet skutečné statistiky „odpovídat psychologickému pocitu hráče z daného čísla“, což znamená, že možnost úspěšných zásahů může být o něco vyšší nebo nižší než statistika uživatelského rozhraní.
18. května 2015 společnost Take-Two Interactive vydala zprávu, že začal vývoj nového, zatím nepojmenovaného vysokorozpočtového titulu. Hra byla oficiálně odhalena 1. června 2015 herním serverem IGN, 15. června byl na Electronic Entertainment Expo 2015 do světa vypuštěn první trailer.
Koncept procedurálně generovaných úrovní pro Enemy Unknown Firaxis nakonec zavrhl, protože mu přišel nevýhodný a zabugovaný, navíc neodpovídal atmosféře hry. V XCOMu 2 se přepracovaný vrátil na scénu, přičemž všechny budovy a objekty jsou zničitelné. Téměř všechny mapy, včetně multiplayerových, jsou tedy náhodně generovány.
Při vytváření vzhledu hry se vývojáři inspirovali ve filmech jako Elysium, Nevědomí a Blade Runner. Při navrhování zbraní, postav a prostředí hry se vývojáři inspirovali některými sci-fi filmy a videohrami, jako je například Dust: An Elysian Tail, ale většinou si spíše vytvářeli své originální návrhy. Klasičtí nepřátelé z prvního dílu XCOM, Sektoidi, dostali nový design, který po tom, co se jejich DNA smísilo s lidskou, vypadá „divočeji a impozantněji“. Další nepřítel Viper byl inspirován „Hadími muži“ z původního dílu a „Hubenými muži“ z prvního dílu rebootu Enemy Unknown a byl vytvořena poté, co herní tým chtěl ve hře nepřítele, který dokáže vytáhnout hráčova rekruta z úkrytu. Hráčům však nebylo povoleno hrát za mimozemšťany v režimu pro jednoho hráče, protože se vývojáři domnívali, že by se s nimi hráči emocionálně nespojili. Co se týče lidských vojáků, vývojáři ocenili rozmanitost a zajistili, aby byly ve hře zastoupeny všechny lidské rasy, protože koncept XCOMu je o „lidstvu, které se spojuje z celého světa“. Vývojáři také navrhli více ženských nepřátel, například nepřítele Viper a Berserkera. Úpravy hráčských postav jsou ve srovnání s hrou Enemy Unknown rozsáhlejší, což hráčům umožňuje vytvořit si k postavám citové vazby, a pokud hratelná postava zemře, hráč to pocítí.

### Příběh
Příběh hry je zasazen do roku 2035, 20 let po událostech hry XCOM: Enemy Unknown a její expanze XCOM: Enemy Within, ve které lidstvo prohrálo svůj boj proti mimozemským nájezdníkům. Organizace XCOM tehdy nedokázala rychle odvrátit přímou hrozbu a nakonec byla zrazena shromážděním národů, které se vzdalo krátce poté, co invaze začala. Členové XCOMu se buď podrobili novým pánům, nebo byli vyhlazeni, pouze malá část, jako vrchní důstojník Bradford, přešla pod hnutí odporu. To ovšem nemělo dostatek peněz, lidí ani technologií na rozsáhlé akce a většinu času strávilo vyhýbáním se stíhání ze strany okupantů. Národní státy byly odstraněny, Zemi teď vládne loutková organizace ADVENT řízená mimozemšťany, která se pomocí propagandy snaží naklonit veřejné mínění na stranu cizáků šířením přesvědčení, že cizinci přišli v míru a že síly Země jednaly agresivně a s předsudky.
Hra začíná ve chvíli, kdy Bradford vede útok proti genové bance ADVENTu a zachrání bývalého velitele XCOMu (hráč), který byl zajat, a byly na něm prováděny neznámé experimenty. Velitel se následně dostane na mobilní základnu XCOMu, loď zvanou Avenger, kde se seznámí s Dr. Richardem Tyganem a Lily Shenovou. Tygan vysvětlí veliteli, že zatímco byl uvězněn, ADVENT připojil jeho mozek k jejich globální psionické komunikační síti s cílem působit jako bitevní simulační počítač. Velitel je pak kontaktován posledním zbývajícím loajálním členem Rady. Ten veliteli doporučí, ať kontaktuje další odbojové skupiny roztroušené po celém světě, a rovněž mu odhalí existenci přísně tajného programu ADVENTu s názvem Projekt Avatar.
Hráč jako velitel XCOMu následně bojuje proti jednotkám ADVENTu, přepadne jeho mnohá tajná zařízení a snaží se zpomalit či úplně zastavit Projekt Avatar. Během svého výzkumu dr. Tygan totiž zjistí, že Elderové, vůdci ADVENTu a celé invaze, pomalu umírají v důsledku nezvratné fyzické degenerace jejich těl. Aby unikli bezprostřednímu zániku, Elderové odstartovali Projekt Avatar, který zahrnuje zpracování unesených lidí a jejich proměnu na surový genetický materiál, ze kterého pro ně budou vytvořena nová těla, tzv. avataři.
XCOMu se tak podaří vystopovat podmořskou centrálu Elderů, přístupnou pouze pomocí speciálního psionického portálu. V důsledku hrozby XCOMu se ADVENT rozhodne urychlit celý projekt a zpracovat i „neesenciální“ lidi do Projektu Avatar pod rouškou léčení všech nemocí v jejich genových klinikách. Poslední člen rady se obětuje, aby upozornil XCOM na tento plán, který bude slavnostně vyhlášen pomocí globální komunikační sítě ADVENTu. XCOMu se podaří proniknout do sítě a přednese důkazy o skutečné činnosti ADVENTu do celého světa, což následně vede k masivní globální revoluci proti vetřelecké okupaci.
Protože má ADVENT potíže s udržováním pořádku, velitel převezme psionickou kontrolu nad jedním ukradeným Avatarem a provede nájezd na základnu Elderů. Ti se ho snaží prosbami a výhrůžkami odvrátit od jeho poslání, jenže velitel je a zničí všechny své ostatní avatary, čímž dojde k zničení základny. Velitel zůstane se svým avatar a bojuje proti rozzuřeným Elderům, zatímco zbytek oddílu unikne. Poté se velitel probudí ve svém vlastním těle a zjistí, že bez vedení Elderů se vliv ADVENTu na lidstvo hroutí. Obyčejní lidé se připojí ke hnutí odporu a společně přemohou okupační síly.
Nicméně, na dně oceánu pod zříceninou sídla Elderů se otevře široká trhlina, ze které začne svítit zvláštní energie…

## Princip hry
Ve hře XCOM 2 je hráčů charakter velitel vojenské organizace XCOM, která byla zredukována na pouhý odboj proti vetřelecké okupaci Země. Hra se hraje z pohledu shora dolů a využívá tahovou taktiku, ve které hráči vydávají příkazy jednotce lidských vojáků, aby eliminovali mimozemšťany na mapě a v závislosti na misích plnili sekundární cíle. Mnoho misí je časově omezených a hráči je musí splnit během několika tahů.  Mapy jsou procedurálně generované a umožňují vytvářet nejrůznější úrovně. V každém průchodu hrou obsahuje každá mapa jiný terén a budovy. Hra nabízí čtyři nastavení obtížnosti: Nováček, Veterán, Komandér a Legenda.
Po dokončení kampaně mohou hráči začít novou hru s povoleným režimem „Železný muž“. V tomto režimu je hráčův soubor s uložením přepsán, kdykoli hráč provede nějakou akci, což hráčům znemožňuje importovat dřívější uložení po špatném rozhodnutí (hráč nemůže ukládat hru, jak se mu zalíbí). Hráči mohou vytvářet kampaně, kosmetiku a typy nepřátel, které lze sdílet prostřednictvím služby Steam Workshop. Hra obsahuje režim pro více hráčů ve formě bitvy jeden na jednoho, ve kterém hráči obdrželi pevně stanovený počet bodů, aby sestavili družstvo složené z jednotek ADVENTu i XCOMu a pokusili se zlikvidovat soupeřovo družstvo na bojišti.
Na začátku většiny misí je hráčův oddíl skrytý a nepřátelé ho nedetekují, pokud na něj nezaútočí nebo se nepřesune příliš blízko k nepřátelům. To hráči umožňuje přepadávat nepřátele ze zálohy, což mu poskytuje bojové výhody. Válečná mlha skryje nepřátele a jejich akce před zrakem hráče, dokud nejsou jeho vojáci v dosahu a mají na nepřátele přímý výhled. Členové družstva se mohou krýt za předměty, což snižuje pravděpodobnost zásahu. Nepřátelé se budou pokoušet o obchvatný manévr a odhalení vojáci utrpí těžká zranění při útocích kvůli absenci jakékoliv obrany. Každý člen družstva může provést omezený počet akcí, než přijde nepřítel na řadu, a hráči se také mohou rozhodnout ukončit svůj tah předčasně. Vojákům lze dát pokyn k pohybu, útoku nebo k obojímu v závislosti na jejich dostupných akčních bodech. Hra hráče informuje o možnosti úspěšného zásahu a o množství zdraví, které nepřítel ztratí. Vojáci mohou nabíjet, zůstat ve střehu a zastřelit jakéhokoli pohybujícího se nepřítele, který je v jejich zorném poli, zalehnout a nabourat se do mechanických zbraní nepřátel, jako jsou věže, a dočasně je vyřadit z provozu nebo nad nimi převzít kontrolu.
Hra má pět tříd postav, z nichž každá má svou vlastní schopnost: Ranger používá zbraň na blízko, kterou rozřezává nepřátele, granátník má granátomet a výbušniny, které mohou zničit nepřátelské krytí. Specialista má dron, který zlepšuje obranu a zdraví týmu, Ostrostřelec je týmový odstřelovač a Psi Operátor – který se odemkne až v pozdní fázi hry – používá telepatické a psionické schopnosti. Vrátili se nepřátelé z první hry série, včetně Sectoidů, zatímco studio Firaxis představilo nové nepřátele, včetně Viperů, nepřítele podobného hadovi, který může vojáky vytáhnout z jejich úkrytu. Když je voják zraněn nebo se chystá vykrvácet, lze ke stabilizaci jeho stavu použít medikity. Vojáky v jednotce mohou nepřátelé trvale zabít. Pokud je považováno za nutné misi opustit, může voják odnést zraněné kolegy k extrakci, kde jsou po opuštění mapy oživeni. Těla zabitých vojáků v družstvu lze také odnést zpět k extrakci jejich vybavení. Pokud vojáci přežijí a dokončí misi, získají zkušenosti a budou povýšeni, což jim odemkne nové možnosti ve stromu dovedností a předměty pro úpravu.
Hra je stejně jako v XCOM: Enemy Unknown/Enemy Within rozdělena na dvě části, ekonomicko-budovatelskou a bojovou, která se skládá z tahů.

### Budovatelská část
Protože byly všechny státy a jejich vlády odstraněny, rozděluje se celá Země na jednotlivé oblasti (Východní a Západní Evropa, Sibiř, atd.). Mezi těmito oblastmi lze cestovat pouze s pomocí Avengeru, což je velká nákladní loď, která zároveň slouží jako základna XCOMu.

#### Avenger
Kromě základních místností jako můstek, kasárna nebo obytné prostory lze také vyčistit až dvanáct místnosti (4 patra po třech místnostech), do kterých je možné umístit další provozy:
- Výroba elektrické energie – Všechny provozy potřebují energii, která se získává zde. Výkon lze zvýšit přidáním dalšího článku, po vyzkoumání prvku „Elerium“ je možné přidat Eleriový článek, který je dražší, ale výkonnější. Kapacitu lze rovněž zvýšit přidáním inženýra/inženýrů.
- Satelitní připojení – Kontaktování odboje v každé oblasti zatíží spojení Avengeru, proto je nutné neustále zvyšovat kapacitu propojení, ať už stavěním těchto místností, nebo jejich vylepšováním. Kapacitu lze rovněž zvýšit přidáním inženýra/inženýrů.
- Laboratoře, dílny – Zde se zkoumají a vyrábí nové technologie, přičemž rychlost zkoumání/výroby lze rovněž zvýšit přidáním vědců/inženýrů a přidáním dalších stanic.
- Zkušebna – Spadá pod dílny, zde se upravují a dále vylepšují zbraně, vybavení a nástroje. Na rozdíl od prvního XCOMu se zbraně a vybavení pro jednotlivé třídy vojáků kupují jako celek a nikoliv jednotlivě. Nyní tedy stačí koupit např. zbraň pro Rangery jednou a okamžitě jsou dostupné všem vojákům s touto specializací. Některé zbraně a vybavení je ovšem třeba vyrábět jednotlivě, přičemž výsledek je náhodný. Například experimentálních těžkých zbraní jsou dvě varianty, ale hráč si je nemůže vybrat a ani neví, kterou z nich nakonec dostane.
- Škola partyzánských taktik – Slouží k nákupu vlastností vylepšujících jak vojáky samotné, tak celého výsadku jako celku.
- Psionická laboratoř – Jakéhokoliv nováčka lze umístit do této místnosti a zlepšovat jeho psionické vlastnosti. Po přistavění druhé cely lze trénovat dva vojáky současně.
- Pokročilé bojové centrum – Po přidělení inženýra se léčení vojáků zrychlí o 100 %. Také lze jakéhokoliv vojáka „přecvičit“ na jinou třídu, aniž by ztratil svá povýšení. Kromě toho někteří vojáci získají náhodnou vlastnost navíc z jiné třídy.
- Defenzivní matrice – Při misích, kdy je nutno Avenger bránit, je loď vybavena dvěma (po vylepšení čtyřmi) obrannými věžemi navíc.
- Stínová komora – Slouží k výzkumu některých speciálních projektů, navíc hráči umožňuje vidět počet a typ nepřátel v jednotlivých misích.

#### Výzkum
Stejně jako „Enemy Unknown“ lze zkoumat vždy pouze jednu věc, na druhou stranu jde výzkum přerušit a kdykoliv na něj znovu navázat, aniž by bylo nutno začínat úplně od začátku. Rychlost pak závisí na celkovém počtu laboratoří a vědců. Kromě toho další výzkum lze spustit ve Stínové komoře, v takovém případě bude ale hlavní výzkum přerušen. Všechny technologie lze zařadit do těchto kategorií:
- Pitvy – Pitváním všech druhů mimozemšťanů lze odhalit jejich silné a slabé stránky, genetické úpravy a technologické implantáty. Ty pak lze zpětně využít i u vlastních vojáků.
- Zbraně – Magnetické a plazmové. V pozdějších fázích hry se vojáci bez těchto zbraní neobejdou, mají vyšší účinnost i přesnost, ale jsou poměrně drahé (hlavně plazmové zbraně) a náročné na suroviny.
- Zbroje – Životy vojáků a jejich zkušenosti je nutno chránit za každou cenu, a k tomu slouží osobní zbroje. Některé typy pouze přidávají počet životů, další pohyblivost, brnění, speciální zařízení (hák) nebo vlastnosti (procházení skrz předměty). Experimentální zbroje vyrobené ve Zkušebně přidávají jednu zbraň navíc.
- Technologie UFO (elerium, eleriová jádra, vetřelecké slitiny atd.) – Některé věci nelze získat vlastní výrobou a je třeba je ukořistit z vetřeleckých továren a mrtvých těl. Jejich důkladné prozkoumání stojí na začátku jejich dalšího použití, tentokrát ve službách jednotek XCOM.

#### Výroba
Vyrábět jdou jen věci, které jsou předtím vyzkoumány. Některé jdou vyrobit okamžitě, experimentální ve zkušebně pak za několik dní, přičemž s přiděleným inženýrem se doba výroby zkracuje na polovinu.

#### Kasárna
Kromě návštěvy památníku padlých vojáků se zde dají zjistit počty mrtvých nepřátel, především se zde ale vyzbrojuje a vybavuje pěchota, Každý voják začíná jako nováček a jeho schopnosti určuje sedm vlastností: body zdraví, vůle, obrana, míření, hackovací schopnosti, rychlost a dohled. Již na začátku je mu také určena některá ze čtyř základních tříd: Ranger, Specialista, Granátník nebo Ostřelovač. S prvním povýšením je tato třída odhalena, ale po postavení Pokročilého bojového centra ji lze změnit. Pátou třídou je Operativec PSI, který ignoruje ostatní třídy a jehož trénink se od ostatních výrazně liší. Každý voják může povýšit o sedm levelů a na každém dostane na výběr ze dvou schopností, z nichž jednu si musí vybrat.
- Ranger – Expert na boj zblízka se pohybuje v první linii, takže dostává nejvíc zásahů, ale také má nejvíc životů. Jeho zbraněmi jsou brokovnice, později rozptylový laser a slitinové dělo, ale nepohrdne ani obyčejnými útočnými zbraněmi. Jeho sekundární zbraní může být meč, kterým lze útočit pouze při boji zblízka.
- Granátník – Specialista na výbuchy a těžké zbraně. Malou mobilitu a nízkou přesnost primární zbraně vynahrazují silným plošným účinkem granátometu, který je jich sekundární zbraní.
- Specialista – Může fungovat buď jako léčitel, nebo specialista na hackování věží a robotických nepřátel.
- Ostřelovač – Jejich hlavní doménou je boj na dálku, takže mnoho nevydrží, zato likvidují nepřátele s děsivou přesností. Protože se jako jediný typ nemohou pohnout a pak střílet, je dobré je pro tyto situace vybavit pistolemi.
- Operativec PSI – Jejich trénink probíhá jinak: na začátku dostane hráč na výběr ze tří schopností, ze kterých si jednu vybere. Po určité době, podle síly dané schopnosti, se ji voják naučí a pokračuje dále. Tyto tři schopnosti se vybírají náhodně a navíc nejsou odstupňovány podle síly, takže lze hned na začátku voják může naučit nejsilnější schopnosti.

Po postavení Školy partyzánských taktik lze také některé „týmové “ vlastnosti dokoupit: rozšíření družstva až na 6 členů, speciální vlastnosti pro každou třídu, více zkušeností za zabití atd. Kromě peněz je také třeba dosáhnout na určitou úroveň v povýšení; například rozšíření týmu na 5 členů je k dispozici až poté, co některý z vojáků dosáhne hodnosti Kapitán.

#### Hangár
Stíhačky nejsou přítomny, pro výsadky je k dispozici plavidlo Skyranger.

### Bojová část
V porovnání s „Enemy Unknown/Enemy Within“ nedoznala tato část téměř žádné změny. Každý tah jednotky rozdělen na dvě části, je tedy možné se přesunout a střílet nebo se posunout o dvojnásobnou vzdálenost. Přitom je třeba si dávat pozor na akce, jež automaticky ukončují kolo dané jednotce, např. střelba. Novinkou je stav „skrytí“: v některých misích vetřelci nevědí, že na ně útočí jednotky XCOMu, a tak se vojáci mohou pohybovat po mapě, aniž by jim hrozilo riziko odhalení. První hlučnější akce, jako výstřel ze zbraně nebo roztříštění okna, tuto výhodu ruší a všichni vojáci jsou odhaleni. Systém krytí zůstal beze změn.

#### Mise
Příprava každé mise začíná na základně, kde si hráč vybere jak vojáky, tak jejich výzbroj a vybavení. Po příletu na místo jsou jednotky vysazeny na prostoru 3x8 políček, který je ohraničení modrou barvou a který zároveň slouží jako únikový prostor pro evakuaci. Jako první je vybrán velitel jednotky, ale lze hýbat jakýmkoliv vojákem. Ti postupují dále mapou a plní úkoly, které po nich hráč vyžaduje. Mise končí buď tak, že jsou splněny všechny úkoly, nebo jsou všichni vojáci zabiti, nebo je libovolný počet jednotek evakuován, ale v tomto případě hráč přijde o všechny, které na místě nechá. Variabilním úkolem v některých misích je sebrání speciálních předmětů, které vypadnou z jednoho konkrétního vojáka Adventu. Na to má hráč tři kola, poté jsou předměty ztraceny. Typy misí:
- Nájezd na zásoby (Skrytí: Ano) – Primárním cílem je zlikvidovat všechny nepřátele na mapě a přitom nezničit zásoby.
- Neutralizace cíle/Záchrana cíle (Skrytí: Ano) – ADVENT chrání/snaží se zabít určenou osobu a je třeba ji zabít/zachránit.
- Neutralizace zařízení/Záchrana zařízení (Skrytí: Ano) – ADVENT chrání/snaží se zničit zařízení a je třeba ho zničit/ubránit.
- Obrana Avengeru (Skrytí: Ne) – Avenger je sestřelen. Nejprve je třeba zničit rušící zařízení a poté během určitého počtu kol evakuovat co největší počet vojáků. Počet vojáků na misi je postupně zvětšen až na 8.
- Zastavení vetřelecké odvety (Skrytí: Ne) – ADVENT útočí na základnu rebelů. Je třeba zlikvidovat všechny nepřátele a přitom zachránit alespoň 6 civilistů.

Kromě toho hra obsahuje několik pevně daných speciálních misí vztahujících se k příběhu.

## Stahovatelný obsah

### Anarchy’s Children
Tento DLC byl vydán 17. března 2016 a do hry přidává přes 100 nových úprav vzhledu vojáků, včetně masek, tetování, účesů a úprav brnění.

### Alien Hunters
Byl vydán 12. května 2016. Vojáci XCOMu dostali nové zbraně a brnění, a s jejich pomocí musí bojovat proti bossům, které v mezidobí z neznámého důvodu vytvořila doktorka Vahlenová. Do jedné z těchto misí se dokonce osobně zapojí vrchní důstojník Bradford. Do hry byly přidané nové zbraně (sadowkeeper, bolt caster, hunter axe a freeze bomb) a také tři nové brnění, která se dají získat výzkumem zabitých bossů, dvě z nich se dají upgradovat na silnější verzi 
Seznam:
- Viper king – nejslabší, brnění Viper suit (Viper oblek), upgrade na Viper armor (Viper brnění)
- Berseker queen – průměrný, brnění Berseker suit (Berseker oblek), upgrade na Berseker armor (Berseker brnění)
- Archon king – nejtěžší, brnění Icarus armor (nejlepší ve hře), bez upgradu

Pozor, každé brnění se dá ve hře získat jen jednou a upgrady se objeví až po výzkumu powered armor. Po tomto výzkumu se také ve hře stane bug, že si můžete koupit berseker suit a viper suit, ale koupené boss brnění nepůjde nasadit. Všichni ze všech bossů jsou opravdu silní a navíc každý Váš pohyb udělají jednu akci, pokud dostali velký damage, mohou se teleportovat bránou do další mise, však se stejným počtem životů, jaký jste jim ubrali. Taktiky popíšu v následující kapitole.  

### Taktiky na bosse XCOM 2
Taktiky budou rozděleny na taktiky pro každého bosse 

##### Viper king
Viper king se nachází ve své speciální misi. 
Doporučil bych Vám vzít si jednoho sharpshootera se schopností Faceoff a zbytek rangeři se schopností bladestorm (důstojník Bradford je ranger a tuto schopnost má) Pokud už máte Kolonela granátníka se schopností Rupture, dosaďte ho místo jednoho rangera a schopnost Rupture použijte na viper kinga, všichni vojáci mu budou ubírat větší poškození o 3.  Sharpshooterovu schopnost faceoff použijte, když bude na mapě co nejvíc neon viper, (faceoff dělá, že sharpshooter střelí po každém nepřátelském cíli co vidí a pokud se trefí, ubere 3-4 damage, což neon viper zabije, protože mají pouze 2 životy). 

##### Berseker queen
Berseker queen se začne objevovat v misích, až zabijete Viper kinga.
Stačí si vzít jednoho granátníka či pokud máte tak Sparka z mise Shen's Last Gift, protože svými útoky rozbíjí brnění a berseker ho má hodně. Zbytek můžete vzít co nejvíce rangerů se schopností bladestorm a "Tankovat" bosse s útoky na blízko. Také bude potřeba, aby si věšina vojáků místo granátů vzala medkity pro doplnění životů. 

##### Archon King
Archon King se začne objevovat v misích po zabití obou předchozích bossů. 
Asi nejlepší taktika je vzít granátníka se schopností rupture pro větší poškození a Sparka, protože oba dva dokážou ničit brnění a Archon King má ještě více brnění než Berseker queen. Zbytek místa opět při nejlepším vyskládat rangery a bosse "Tankovat". Opět doporučení vzít si co nejvíc medkitů pro doplnění životů. 

### Shen’s Last Gift
Tento DLC byl vydán 30. června 2016. Hráč v něm odhalí tajné zařízení ADVENTu, ve kterém otec Lily Shenové doktor Raymond Shen (vrchní inženýr z „Enemy Unknown“) ukryl speciálního robota. Toho hráč může získat a otevře tak pro něj speciální druh vybavení a skillů.

### Long war 2
Tato modifikace z velké části mění podstatu hry. Mise již většinou neprobíhají formou nájezdu, nýbrž je nutné nejdříve jednotku na místě ponechat určitou dobu, aby oblast infiltrovala do té doby, než bude na místě méně nepřátel a mise se tak zjednoduší. Změn dosáhl i systém odboje, kdy může být každý člen přiřazen na několik úkolů (zásobování, verbování či získávání informací) i samotný ADVENT, který má nyní ve všech ovládaných oblastech určitou sílu, která ovlivňuje obtížnost misí. Oblasti je také možné zcela osvobodit pomocí útoku na místní velitelství. Většina misí však neumožňuje zisk materiálů a mrtvých těl nepřátel a mimozemšťanům nakonec začnou ve většině misí každé kolo přicházet velmi silné posily, které není prakticky možné zastavit. Advent má také k dispozici mnohem více druhů jednotek (například vojáka s magnetickým kulometem nebo raketometčíka), stejně tak mimozemšťané.
Rozšířena je také paleta tříd vojáků, nově přibývá například shinobi, který se specializuje na boj s mečem a utajení, či technik, který nepřátele likviduje s pomocí raket a plamenometů zabudovaných ve speciální „rukavici“. Z vojáků je také možné vycvičit důstojníky, kteří posilují ostatní vojáky v jednotce a mohou jim svými schopnostmi poskytnout bonusy.

## Hodnocení
XCOM2 obdržel převážně výborné recenze, kritici oceňovali zejména nový systém „skrytí“, velké množství nastavení, procedurální generování map a přidání moderských nástrojů. Kritika se zaměřila především na přílišnou hardwarovou náročnost. Jen za první týden od vydání se na Steamu prodalo přes půl milionů kopií hry. Nic Rowen z internetové stránky Destructoid hru chválil za to, že dobře staví na originálním základu a expanduje množství taktických možností, které může hráč použít. Líbili se mu i noví nepřátelé, kteří hráče nutili si pořádně promyslet svoji taktiku předtím, než naplánovali svůj útok. Maxwell McGee z GamesRadar+ s těmito výroky souhlasil a vypíchnul fakt, že nové třídy vojáků umožnují hráčům používat nové strategie k úspěšnému porážení nepřátel. Rich Stanton z deníku The Guardian popsal gameplay jako „obohacující“, protože každé kolo v bitvě mohlo přinést následky, které hráč musel vždy zvážit. Charlie Hall, který píše pro Polygon, poznamenal, že se mu líbil systém skrytí, který podle něj úspěšně přidal nové variace do formule XCOMu. Chris Bratt z Eurogamer tento systém nazval „uspokojujícím“. Ben Reeves z Game Informer nazval gameplay „nervy-drásajícím“ kvůli intenzivní obtížnosti hry. Pochválil vyvážené herní třídy, které hráčům nabízejí herní možnosti, jak přelstít nepřátele. Systém procedurálního generování získal obecně pozitivní recenze, přičemž Reeves i Mike Mahardy z GameSpot tvrdí, že zvýšil hodnotu hry, prodloužil její životnost a dodal každé mapě věrohodnost. Dan Stapleton z IGN obdivoval technologii procedurálního generování a líbily se mu rozmanité mise ve hře.
Hallovi se líbil aspekt řízení hry, který podle něj „(dodal) každému rozhodnutí velký pocit naléhavosti a napětí“. Stanton poznamenal, že hráči mají pouze omezené zdroje a čas a musí si určit různé priority, a proto je každé rozhodnutí hráčů důležité. Tom Senior z PC Gamer označil zážitek za „strhující“ a dodal, že „hra chytře využívá nedostatku příležitostí, aby vás donutila řešit obtížná dilemata“. McGee byl z Temných událostí zklamaný, protože se mu zdály být „pasivní a nepřímé“. McGeemu se líbil strategický aspekt, ale měl pocit, že hrozba vetřelců byla cítit jen zřídka. Projekt Avatar, který sloužil jako hodiny soudného dne hry, popsal Dan Ryckert z Giant Bomb jako stresující zážitek, protože ho donutil „zpochybnit každé rozhodnutí“, které učinil při rozhodování se ohledně priorit různých úkolů. Reeves souhlasil a řekl, že „mistrovská třída strategického designu od Firaxis vás donutí přehodnocovat všechny vaše volby a analyzovat i ta nejmenší rozhodnutí“. Podle Bretta projekt Avatar úspěšně podnítil hráče k tomu, aby více reagovali na podněty hry, místo aby neustále usilovali o vylepšování své lodi a vojáků. Přizpůsobení herních postav bylo také chváleno za to, že hráčům umožnilo přilnout k vojákům, takže smrt každého z nich byla působivá a nezapomenutelná.
Obtížnost hry se setkala se smíšenými reakcemi. Rowen řekl, že časově omezené mise nejsou příliš obtížné, ale že jejich „nemilosrdná“ povaha může některé hráče od hry odradit. Řekl také, že některé z prvních misí jsou „neúměrně obtížné“ a jejich hraní je frustrující. McGee si tuto výzvu užil a řekl, že časové výzvy a další nepředvídatelné prvky „udržují napětí“ a že zážitek zůstane poutavý i při dalších hraních. Stanton a Stapleton chválili umělou inteligenci herních nepřátel, která využije každou taktickou výhodu, aby dostala hráče pod tlak. Stanton uvedl, že díky tomu hráči lépe reagují na herní podněty a hra získala dynamiku, kterou předešlý díl Enemy Unknown postrádal. Bratt pochválil časově omezené mise za to, že povzbuzují hráče k riskování a větší ofenzivě. Mahardy poznamenal, že obtížnost je „spravedlivá“ a že XCOM 2 je brutální zážitek. Zmínil se také o tom, že obtížnost je někdy nadmíru náročná díky nepřátelům, kteří občas ignorují stanovená herní pravidla.
Při uvedení na trh se hra potýkala s četnými technickými problémy. Zatímco mnozí recenzenti si během svých zkušeností všimli drobných softwarových chyb,  někteří kritici – včetně Rowena a Ryckerta – uvedli, že chyby zničily zážitek. Společnost Firaxis později vydala výkonnostní opravu.
- 9/10 – Jaroslav Petřík, www.doupe.cz
- 84 % – abcgames.cz
- 9/10 – games.tiscali.cz
- 5/5 – Tomáš Krajča, Hrej.cz
- 87/100 – Metacritic (anglicky)
- 9/10 – Gamespot.com (anglicky)

### Prodej
Během prvního týdne od vydání hry XCOM 2 se na platformě Steam prodalo více než 500 000 digitálních kopií, což překonalo prodeje původní hry, která byla současně vydána na více platformách. Vydavatelství 2K Games bylo s výkonem hry spokojeno a uvedlo, že její úspěšné uvedení na trh přispělo k lepším finančním výsledkům společnosti za fiskální rok 2016, než se očekávalo.
| Rok  | Ocenění                     | Kategorie                      | Výsledek   | Odkazy        |
| ---- | --------------------------- | ------------------------------ | ---------- | ------------- |
| 2016 | Golden Joystick Awards      | Hra roku                       | Nominována | [ 44 ] [ 45 ] |
| 2016 | Golden Joystick Awards      | PC hra roku                    | Nominována | [ 44 ] [ 45 ] |
| 2016 | The Game Awards 2016        | Nejlepší strategická hra       | Nominována | [ 46 ]        |
| 2017 | 20th Annual D.I.C.E. Awards | Strategická/simulační hra roku | Nominována | [ 47 ]        |
| 2017 | 16th Annual NAVGTR Awards   | Herní design, franšíza         | Nominována | [ 48 ]        |
| 2017 | 16th Annual NAVGTR Awards   | hra, strategie                 | Nominována | [ 48 ]        |